# Xã Harwood, Quận Cass, Bắc Dakota
Xã Harwood (tiếng Anh: Harwood Township) là một xã thuộc quận Cass, tiểu bang Bắc Dakota, Hoa Kỳ. Năm 2010, dân số của xã này là 352 người.